# 德意志帝國宣告成立
德意志帝國於1871年1月18日宣告成立，當時德意志諸國在普魯士的領導下在普法戰爭中取得了共同勝利。根據1870年11月的條約，德國南部的巴登、黑森-達姆施塔特、符騰堡和巴伐利亞於1871年1月1日加入了普魯士為領導的北德意志邦聯。同一天，新的德意志邦聯憲法生效，從而將北德意志邦聯的領土擴展到新建立的德意志帝國。1月18日，在腓特烈三世於哥尼斯堡加冕為普魯士國王170年之際，德意志帝國成立，普魯士國王威廉一世在凡爾賽宮的鏡廳被加冕為德國皇帝。
德意志帝國的成立使得曾经四分五裂的中欧地区迎来了统一，深刻地改变了欧洲大陆的力量对比。同时，德意志地区在统一的民族国家框架下团结起来，这个新成立的国家被视为1806年崩溃的德意志民族神圣罗马帝国的继承者，因此被称为“德意志第二帝国”。

## 背景

### 德意志統一運動
德意志二元的问题使拿破仑战争后的德意志国家联盟变得复杂。统一的德国会包括还是排除奥地利？根据普鲁士总理奥托·冯·俾斯麦的说法，只有没有奥地利，任何统一才有可能，因为事实上，哈布斯堡王朝在经济和军事上不仅与其他德语国家联系在一起，而且与巴尔干半岛的斯拉夫国家联系在一起。1866年的普奥战争导致德意志邦联解体，该邦联于1815年成立。结果是普鲁士霸权统治下的德意志同盟体系。普鲁士在克尼格雷茨战役中获胜后，根據布拉格条约，不顾哈布斯堡家族的意愿，俾斯麦于1866年8月在没有奥地利的情况下成功组建了北德意志邦联作为军事同盟。一年后，北德意志联邦制定宪法并成为一个州。
1868年，西班牙女王伊莎贝拉二世在一场军事政变（光荣革命）中被废黜。霍亨索伦-西格马林根的利奥波德亲王在普鲁士总理俾斯麦的支持下，作为西班牙王室继承人的候选人。然而，在他的候选资格被接受后不久，霍亨索伦-西格马林根的利奥波德在他父亲卡尔·安东王子和普鲁士国王的影响下，提议威廉一世继承西班牙王位，因为法国曾威胁要对这一候选资格进行战争。然而，法国皇帝拿破仑三世并不想满足于简单地退出候选资格，而是派他的大使文森特·贝内代蒂前往巴特埃姆斯，与普鲁士国王进行谈判。拿破仑要求普鲁士正式道歉，并要求霍亨索伦家族和西格玛林格家族为了未来放弃西班牙王位，而国王不愿接受。“但有人想要更多：普鲁士政府尚未揭晓，胜利似乎并不完美。贝内代蒂受命要求威廉放弃对王位的任何要求，并禁止西格马林根家族接受西班牙王冠。” 
法国国民议会拨款用于战争，1870年7月19日，法兰西帝国向普鲁士王国宣战。德国南部各州根据他们的防御联盟站在普鲁士一边。1870年8月和9月对法国军队的胜利导致了德国南部诸侯加入北德意志邦联的意愿。 

### 登基儀式
1870年12月9日至10日，德国国会投票决定将皇帝的头衔授予普鲁士国王。此外，该国将更名为“德意志帝国”。新宪法于1871年1月1日生效。选择1月18日作为发布帝国宣言的日子，与1701年勃兰登堡的腓特烈三世加冕为普鲁士國王腓特烈一世的皇家加冕典礼相吻合。1871年的活动在凡尔赛宫的镜厅举行，天花板上的太阳王路易十四以征服德国城市和邦國的身份庆祝。帝制颁布之际，法国首都巴黎正被联军围攻。德国军队的总部所在地是凡尔赛宫。普鲁士领导层和——至少部分地——盟国领导人聚集在巴黎周围。

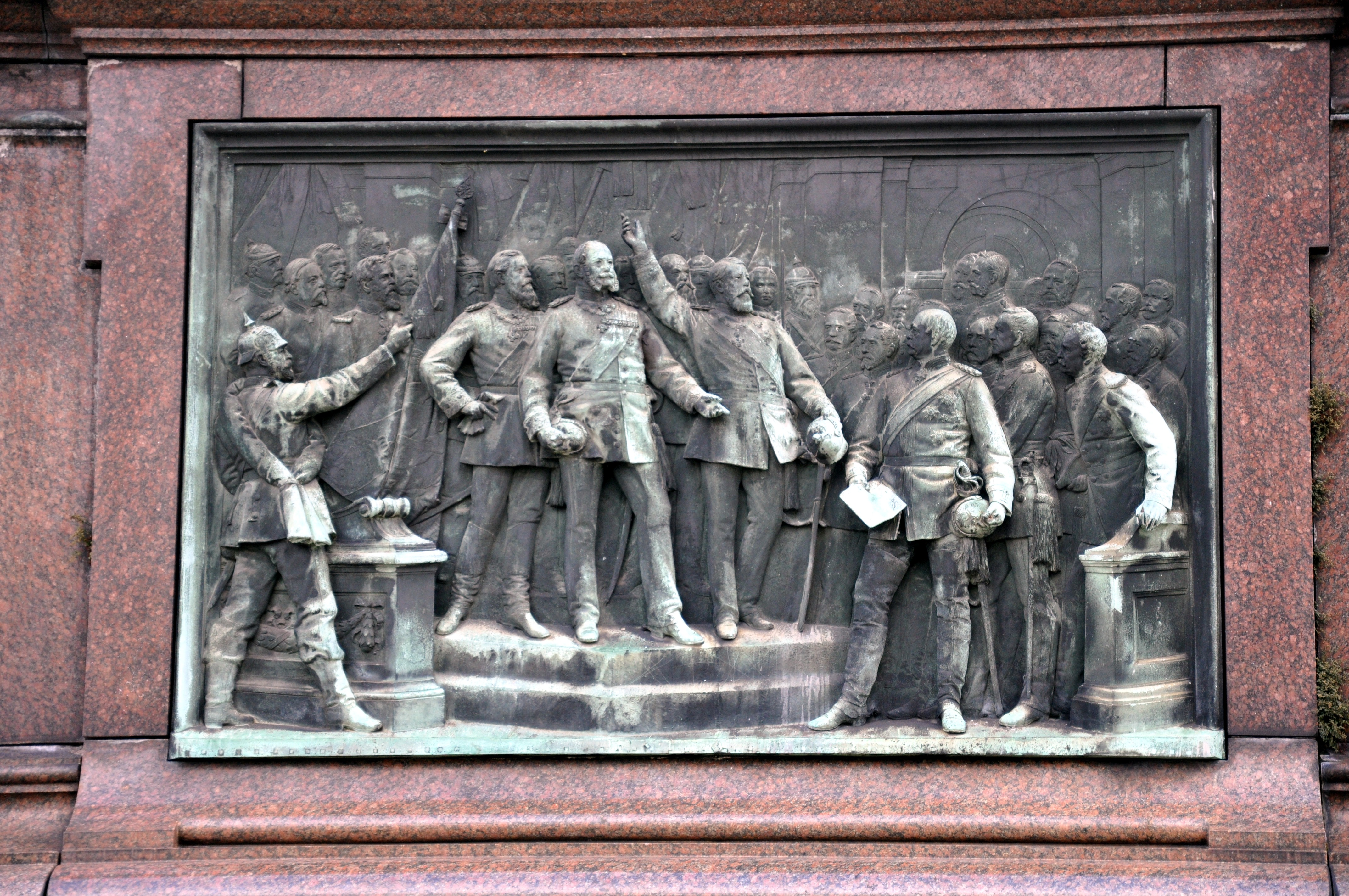
凡尔赛宫的帝国宣言（1897年建成，位于卡尔斯鲁厄的威廉皇帝纪念碑底座上的浮雕）

1871年1月18日，德国军队在凡尔赛宫周围的军乐队后面游行。德军集团军的代表团挤在这个大房间里。他们在“五彩缤纷的森林”中举起饱经战火的旗帜。大厅中央有一个祭坛，参加者在那里庆祝崇拜，结束时所有在场的人都唱着歌曲Nun danke talle Gott（现在感谢我们所有的上帝）。走廊的尽头是一座高高的讲台，威廉一世和诸人站在上面。奥托·冯·俾斯麦宣读了宣言，宣言如下：
| “ | 我们意识到有责任保护帝国及其成员的权利，忠诚于德国，维护和平，并在德国人民的团结力量基础上捍卫德国的独立，我们承担着帝国的尊严。我们接受它，是希望德国人民能够得到永久和平，并在为祖国提供几个世纪以来所缺乏的保护，以抵御法国再次袭击。同时为这在进行的激烈斗争和自我牺牲中获得回报。但愿上帝赐予我们和我们的皇位继承者永远成为德意志帝国的大部分，不是在军事征服上，而是在国家福利、自由和秩序领域提供和平的商品和恩赐。 | ” |

普鲁士国王威廉一世宣告：
| “ | 我，蒙上帝恩泽的普鲁士国王，鉴于德意志诸选侯及众自由城市业已向我们发出一致呼声，通过建立德意志帝国来恢复并继承沉寂逾六十年的德意志之皇帝尊号，另据德意志联邦宪法之相应规定，谨此宣告，我将此视作对共同祖国的一种责任，响应德意志诸选侯及众自由城市这一联合呼吁，并接受德意志的皇帝尊号。 | ” |

于是威廉一世唯一的女婿巴登大公腓特烈一世高喊“陛下，威廉皇帝”，其他侍从重复了三遍。仪式结束後，外面部署部队的欢呼声仍在继续。“Kaiser Wilhelm”一词避免了精确的宪法头衔“德意志皇帝”。
虽然威廉一世强调仪式的宗教性质，但俾斯麦遇到了仪式的政治内容，因为据说他更喜欢宗教退却的实际情绪，而不是胜利的姿势。令人惊讶的是，俾斯麦公开批评了皇帝的行为，因为皇帝并不认为自己对诸侯拥有权威，而是将自己视为赢得了他的信徒的战争大师。威廉自发地把王子们带到了同样的水平。在菲斯特的描述中，威廉和俾斯麦所强调的仪式的宗教焦点。另一方面，他强调了两极分化的公众效应。这三篇报道比后来的写照显得更真实，尤其是1918年至1945年间在源编辑和教科书演示中的写照，都是在“俾斯麦帝国”在第一次世界大战期间惨败的主导印象下创作的。

### 帝國組成
新成立的德意志帝国共有25个邦国，其中有4个王国、6个大公国、5个公国、7个亲王国和3个汉萨自由市。此外，德国在普法战争中获得的阿尔萨斯-洛林地区被划属帝国直辖。普鲁士王国是众多构成帝国的邦国中面积最大的，领土占整个帝国的六成。
| 邦国           | 邦国                      | 首都         |
| -------------- | ------------------------- | ------------ |
| 王国（）       |                           |              |
|                | 普鲁士（）                | 柏林         |
|                | 巴伐利亚（）              | 慕尼黑       |
|                | 萨克森（）                | 德累斯顿     |
|                | 符腾堡（）                | 斯图加特     |
| 大公国（）     |                           |              |
|                | 巴登（）                  | 卡尔斯鲁厄   |
|                | 黑森（）                  | 达姆施塔特   |
|                | 梅克伦堡-什未林（）       | 什未林       |
|                | 梅克伦堡-施特雷利茨（）   | 新施特雷利茨 |
|                | 奥尔登堡（）              | 奥尔登堡     |
|                | 萨克森-魏玛-爱森纳赫（）  | 魏玛         |
| 公国（）       |                           |              |
|                | 安哈尔特（）              | 德绍         |
|                | 布伦瑞克（）              | 布伦瑞克     |
|                | 萨克森-阿尔滕堡（）       | 阿尔滕堡     |
|                | 萨克森-科堡-哥达（）      | 科堡         |
|                | 萨克森-迈宁根（）         | 迈宁根       |
| 亲王国（）     |                           |              |
|                | 利珀（）                  | 代特莫尔德   |
|                | 罗伊斯-格拉（幼系）（）   | 格拉         |
|                | 罗伊斯-格赖茨（长系）（） | 格赖茨       |
|                | 绍姆堡-利珀（）           | 比克堡       |
|                | 施瓦茨堡-魯多爾施塔特（） | 鲁多尔施塔特 |
|                | 施瓦茨堡-桑德豪森（）     | 桑德豪森     |
|                | 瓦尔德克-皮尔蒙特（）     | 阿罗尔森     |
| 汉萨自由市（） |                           |              |
|                | 不来梅（）                |              |
|                | 汉堡（）                  |              |
|                | 吕贝克（）                |              |
| 帝国直辖领（） |                           |              |
|                | 阿尔萨斯-洛林根（）       | 施特拉斯堡   |

## 延伸閱讀
- Marco Dräger: (K)Ein Hoch auf Kaiser Wilhelm? Die Kaiserproklamation in Versailles aus der Sicht unterschiedlicher Selbstzeugnisse. In: Geschichte lernen, Heft 156 (2013), Friedrich Verlag, Seelze, ISSN 0933-3096, S. 28–37.
- Jean-Baptiste Duroselle: Die europäischen Staaten und die Gründung des Deutschen Reiches. In: Theodor Schieder, Ernst Deuerlein (Hrsg.): Reichsgründung 1870/71, Tatsachen, Kontroversen, Interpretationen. Seewald, Stuttgart 1970, DNB 457912340.
- Michael Fischer, Christian Senkel, Klaus Tanner (Hrsg.): Reichsgründung 1871. Ereignis – Beschreibung – Inszenierung. Waxmann, Münster 2010, ISBN 978-3-8309-2103-5.
- Lothar Gall: 1871 – Fragen an die deutsche Geschichte. Ausstellungskatalog, Regierung der Bundesrepublik Deutschland, Bonn 1971, DNB 720238102.
- Eberhard Kolb: Europa und die Reichsgründung. Preussen-Deutschland in der Sicht der grossen europäischen Mächte 1860–1880. In: Theodor Schieder, Lothar Gall (Hrsg.): Historische Zeitschrift, München 1980.
- Bastiaan Schot: Die Entstehung des Deutsch-Französischen Krieges und die Gründung des Deutschen Reiches. In: Helmut Böhme (Hrsg.): Probleme der Reichsgründungszeit 1848–1879, Köln 1968.
- Hagen Schulze: Der Weg zum Nationalstaat. Die deutsche Nationalbewegung vom 18. Jahrhundert bis zur Reichsgründung. In: Martin Broszat, Wolfgang Benz, Hermann Graml (Hrsg.): Deutsche Geschichte der neuesten Zeit vom 19. Jahrhundert bis zur Gegenwart, München 1985.
- Michael Stürmer: Die Reichsgründung. Deutscher Nationalstaat und europäisches Gleichgewicht im Zeitalter Bismarcks. Deutscher Taschenbuch-Verlag, München 1993, ISBN 3-423-04504-3.